# Robinson Ekspeditionen 2023
Robinson Ekspeditionen 2023 er den 24. sæson af den danske version af den svenske reality-tv-serie Expedition Robinson, Robinson Ekspeditionen. 

## Placeringer
| Deltager                                         | Oprindeligt hold | Nyt Hold (første skift)1 | Nyt Hold (andet skift)2                                        | Sammenlægning                                                | Placering                                                                                  |
| ------------------------------------------------ | ---------------- | ------------------------ | -------------------------------------------------------------- | ------------------------------------------------------------ | ------------------------------------------------------------------------------------------ |
| Majbritt Fejfer Olsen 27 år, Århus               | Hold Nord        | Hold Nord                | Hold Nord                                                      | Sammenlagt hold                                              | Robinson 2023 (Dag 42)                                                                     |
| Nicole Malanowicz 24 år, København K             | Hold Syd         | Hold Syd                 | Hold Syd                                                       | Sammenlagt hold                                              | Tabte finalen mod Majbritt Fejfer Olsen (Dag 42)                                           |
| Pia Kjær 25 år, Aars                             | Hold Syd         | Hold Syd                 | Hold Syd                                                       | Sammenlagt hold                                              | Tabte finalen mod Majbritt Fejfer Olsen (Dag 42)                                           |
| Frederik Hametner Laursen 33 år, Thyborøn        | Hold Syd         | Hold Syd                 | Hold Syd                                                       | Sammenlagt hold                                              | Kvalificerede sig ikke til finalen 4. plads (Dag 41)                                       |
| Lars Schlaikjer 47 år, Lille Skensved            | Hold Syd         | Hold Syd                 | Hold Syd                                                       | Sammenlagt hold                                              | Kvalificerede sig ikke til finalen 5. plads (Dag 41)                                       |
| Aleksander Balling Abildgaard 32 år, København K | Hold Syd         | Hold Syd                 | Hold Syd                                                       | Sammenlagt hold                                              | Tabte Duel mod Majbritt Fejfer Olsen i Ekspeditionens sidste Øråd 6. plads (Dag 38)        |
| Simon Willrodt (Jury) 32 år, Nørrebro            | Hold Nord        | Hold Nord                | Hold Nord                                                      | Sammenlagt hold                                              | Tabte Dødskamp mod Majbritt Fejfer Olsen & Aleksander Balling Abildgaard 7. plads (Dag 37) |
| Marie Willumsen (Jury) 26 år, Ishøj              | Hold Nord        | Hold Nord                | Hold Nord                                                      | Sammenlagt hold                                              | Stemt ud i øråd 8. plads (Dag 35)                                                          |
| Kemal Yasar (Jury) 42 år, Herlev                 | Hold Syd         | Hold Syd                 | Hold Syd                                                       | Sammenlagt hold                                              | Tabte Dødskamp mod Marie Willumsen & Simon Willrodt 9. plads (Dag 34)                      |
| Kaleepan Karunakaran (Jury) 34 år, Lunderskov    | Hold Syd         | Hold Syd                 | Hold Syd                                                       | Intet Hold (De Udstødtes Ø)                                  | Stemt ud i øråd 10. plads (Dag 33)                                                         |
| Louise Mammen (Jury) 42 år, Skanderborg          | Hold Nord        | Hold Nord                | Hold Nord                                                      | Sammenlagt hold                                              | Medicinsk evakueret4 11. plads (Dag 29)                                                    |
| Ivan Bossano Prescott (Jury) 23 år, Århus        | Hold Nord        | Hold Nord                | Hold Nord                                                      | Sammenlagt hold                                              | Tabte Dødskamp mod Louise Mammen & Kaleepan Karunakaran 12. plads (Dag 27)                 |
| Martin Albrechtsen (Jury) 42 år, København S     | Hold Nord        | Hold Nord                | Hold Nord                                                      | Sammenlagt hold                                              | Stemt ud i øråd 13. plads (Dag 25)                                                         |
| Jakob Toft (Jury) 42 år, Esbjerg                 | Hold Nord        | Hold Nord                | Hold Nord                                                      |                                                              | Tabte Dødskamp mod de resterende 6 deltagere på De Udstødtes Ø3 14. plads (Dag 21)         |
| Tais Friis Vallestrand 31 år, Odense             | Hold Nord        | Hold Nord                | Hold Nord                                                      | Stemt ud i øråd 15. plads (Dag 19)                           |                                                                                            |
| Anas Asfour El-Bar 30 år, Amager                 | Hold Syd         | Hold Syd                 | Hold Nord2                                                     | Udgået på baggrund af lægernes anbefaling 16. plads (Dag 19) |                                                                                            |
| Mathilde B. Marott 22 år, Herlev                 | Hold Nord        | Hold Nord                | Hold Nord                                                      | Stemt ud i øråd 17. plads (Dag 16)                           |                                                                                            |
| Nour Abdelema 23 år, Brøndby Strand              | Hold Syd         | Hold Syd                 | Hold Syd                                                       | Stemt ud i øråd 18. plads (Dag 13)                           |                                                                                            |
| Johannes Gjerskov Hylby 34 år, København S       | Hold Nord        | Hold Nord                | Hold Nord                                                      | Trak sig frivilligt fra programmet 19. plads (Dag 12)        |                                                                                            |
| Nynne Thøger Navntoft 25 år, Amager              | Hold Nord        | Hold Nord                |                                                                | Stemt ud i øråd 20. plads (Dag 10)                           |                                                                                            |
| Maria Skov Rasmussen 31 år, Vejle                | Hold Syd         | Hold Syd                 | Stemt ud i øråd 21. plads (Dag 6)                              |                                                              |                                                                                            |
| Lotte Østergaard Hastrup 44 år, Nuuk             | Hold Syd         | Hold Nord                | Tabte Dødskamp mod Frederik Hametner Laursen 22. plads (Dag 4) |                                                              |                                                                                            |

1.↑ I ekspeditionens første Øråd skulle en deltager ikke stemmes hjem, men derimod stemmes over på modstanderholdet. I ørådet stemte Hold Syd Lotte Østergaard Hastrup over på Hold Nord.
2.↑ I Duel tabte Anas Asfour El-Bar til Tais Friis Vallestrand og som konsekvens heraf skiftede han til Hold Nord.
3. ↑ Ved Sammenlægningen blev der valgt 2 deltagere fra Hold Nord og 2 deltagere fra Hold Syd, som gik direkte videre til Sammenlægningen. På dag 20 blev 3 yderligere deltagere sendt videre ved et Udskilningsløb, mens de resterende 7 blev sendt på De Udstødtes Ø. Ved en Dødskamp på dag 21 tabte Jakob Toft og måtte dermed forlade ekspeditionen, inden han nåede Sammenlægningen.
4. ↑ Ved Øråd kollapsede Louise Mammen ummidelbart efter at samtlige deltagere havde stemt Lars Schlaikjer i Duel mod Aleksander Balling Abildgaard. Louises kollaps kom efter flere lignende episoder, hvorfor Jakob Kjeldberg besluttede ikke at lade Louise fortsætte i Ekspeditionen og samtidig aflyse Duellen mellem Lars og Aleksander. 

## Ørådsresultater
| Øråd nr. 1 (Hold Syd) | Episode            | Episode            | Dag                |
| --------------------- | ------------------ | ------------------ | ------------------ |
| Øråd nr. 1 (Hold Syd) | 1                  | 3                  | 3                  |
| Kandidater            | Nour               | Lotte              | Lotte              |
| Elimineret            | Ingen (Holdskifte) | Ingen (Holdskifte) | Ingen (Holdskifte) |
| Stemmefordeling       | 1                  | 10                 | 10                 |

I første Øråd stemte Hold Syd Lotte Østergaard Hastrup over på Hold Nord.
| Øråd nr. 2 (Hold Syd) | Episode | Episode | Dag   |
| --------------------- | ------- | ------- | ----- |
| Øråd nr. 2 (Hold Syd) | 2       | 6       | 6     |
| Kandidater            | Nour    | Maria   | Maria |
| Elimineret            | Maria   | Maria   | Maria |
| Stemmefordeling       | 1       | 9       | 9     |

| Øråd nr. 3 (Hold Nord) | Episode | Episode | Episode | Dag   |
| ---------------------- | ------- | ------- | ------- | ----- |
| Øråd nr. 3 (Hold Nord) | 3       | 3       | 10      | 10    |
| Kandidater             | Nynne   | Louise  | Jakob   | Jakob |
| Elimineret             | Nynne   | Nynne   | Nynne   | Nynne |
| Stemmefordeling        | 10      | 1       | 2       | 2     |

Kemal havde forinden tredje Øråd modtaget to ekstra stemmer i førstkommende Øråd, uanset hvilket Hold der endte heri.
| Øråd nr. 4 (Hold Syd) | Episode | Episode | Dag  |
| --------------------- | ------- | ------- | ---- |
| Øråd nr. 4 (Hold Syd) | 4       | 13      | 13   |
| Kandidater            | Nour    | Lars    | Lars |
| Elimineret            | Nour    | Nour    | Nour |
| Stemmefordeling       | 5       | 3       | 3    |

| Øråd nr. 5 (Hold Nord) | Episode  | Episode  | Dag      |
| ---------------------- | -------- | -------- | -------- |
| Øråd nr. 5 (Hold Nord) | 5        | 16       | 16       |
| Kandidater             | Mathilde | Tais     | Tais     |
| Elimineret             | Mathilde | Mathilde | Mathilde |
| Stemmefordeling        | 9        | 1        | 1        |

| Øråd nr. 6 (Hold Nord) | Episode | Episode | Dag    |
| ---------------------- | ------- | ------- | ------ |
| Øråd nr. 6 (Hold Nord) | 6       | 19      | 19     |
| Kandidater             | Tais    | Louise  | Louise |
| Elimineret             | Tais    | Tais    | Tais   |
| Stemmefordeling        | 9       | 1       | 1      |

I sjette Øråd havde Tais to ekstra stemmer på sig, fordi han forinden Ørådet havde tabt en duel mod Kaleepan Karunakaran
| Øråd nr. 7 (Sammenlagt Hold) | Episode | Episode | Dag    | Dag    |
| Øråd nr. 7 (Sammenlagt Hold) | 8       | 8       | 25     | 25     |
| Kandidater                   | Lars    | Louise  | Louise | Martin |
| Elimineret                   | Martin  | Martin  | Martin | Martin |
| Stemmefordeling              | 2       | 1       | 1      | 8      |

Forinden syvende Øråd havde Lars 2 stemmer på sig, fordi han havde tabt en Dyst.
| Øråd nr. 8 (Sammenlagt Hold & De Udstødtes Ø) | Episode  | Episode  | Dag      |
| Øråd nr. 8 (Sammenlagt Hold & De Udstødtes Ø) | 10       | 32       | 32       |
| Kandidater                                    | Kaleepan | Kemal    | Kemal    |
| Elimineret                                    | Kaleepan | Kaleepan | Kaleepan |
| Stemmefordeling                               | 9        | 1        | 1        |

Ottende Øråd blev afholdt med alle de resterende deltagere (både dem på det sammenlagte Hold og dem fra De Udstødtes Ø). Der måtte kun stemmes på Kaleepan eller Kemal, som var de sidste 2 deltagere på De Udstødtes Ø, og det resulterede i at Kaleepan Karunakaran måtte forlade Ekspeditionen. Herefter ophørte De Udstødtes Ø.
| Øråd nr. 9 (Sammenlagt Hold) | Episode | Dag      |
| Øråd nr. 9 (Sammenlagt Hold) | 11      | 35       |
| Kandidater                   | Marie   | Frederik |
| Elimineret                   | Marie   | Marie    |
| Stemmefordeling              | 6       | 2        |

| Øråd nr. 10 (Sammenlagt Hold) | Episode | Dag      |
| Øråd nr. 10 (Sammenlagt Hold) | 12      | 38       |
| Kandidater                    | Pia     | Majbritt |
| Elimineret                    | Ingen   | Ingen    |
| Stemmefordeling               | 1       | 5        |

I tiende Øråd skulle der stemmes om hvem der skulle i Duel. Valget faldt på Majbritt Fejfer Olsen. Hendes modstander blev fundet i Ekspeditionens sidste Øråd, der blev afholdt samme aften.
| Øråd nr. 11 (Sammenlagt Hold) | Episode | Dag        |
| Øråd nr. 11 (Sammenlagt Hold) | 13      | 38         |
| Kandidater                    | Pia     | Aleksander |
| Elimineret                    | Ingen   | Ingen      |
| Stemmefordeling               | 3       | 5          |

I Ekspeditionens sidste Øråd valgte Juryen (der bestod af deltagere der havde forladt Ekspeditionen siden Sammenlægningen), at Aleksander Balling Abildgaard skulle i Duel mod Majbritt - En Duel han tabte så han derfor måtte forlade Ekspeditionen. 